# Jachen
Die Jachen ist ein Fluss der bayerischen Alpen im Landkreis Bad Tölz-Wolfratshausen. Nach etwa 23 km langem Lauf ungefähr nach Ostnordosten mündet sie gegenüber dem Kirchdorf Fleck der Gemeinde Lenggries von links in die Isar.

## Name
Der Fluss Jachen wird 1313 als Jachna, 1457 als Jachenaw und 1796 als Jachna, Jachnau, Jachenau, Fluß in Ober-Baiern erwähnt. 1930 ist für Fluss und Tal die mundartliche Form d’jåchna belegt. Als ursprüngliches Grundwort wird daher aha angenommen. Als Bestimmungswort kann, muss aber nicht, der Personenname Jacho vermutet werden.

## Geographie

### Verlauf
Die Jachen entfließt auf 802 m ü. NHN dem Walchensee an dessen Ostzipfel bei der Einöde Niedernach der Gemeinde Jachenau. Nach den ersten etwa vier Kilometern fließt sie auf breitem offenen Talboden zwischen den Kocheler Bergen linksseits und denen des Isarwinkels rechtsseits an einigen kleineren Orten der Gemeinde vorbei; das den Gemeindenamen tragende Dorf liegt mit etwas Abstand am großen linken Zufluss Große Laine.
Nach etwa zwei Drittel ihres Weges wechselt die Jachen über ins Gemeindegebiet von Lenggries, wo zwei Weiler am Lauf liegen. Dort fließt der Fluss, wie an seinem Anfang, lange in einem Talwald. Gegenüber dem Kirchdorf Fleck, kurz vor dem Weiler Langeneck fließt die Jachen auf zuletzt etwa 687 m ü. NHN von links der Isar zu.
Die Jachen mündet nach 22,7 km langem Lauf mit mittlerem Sohlgefälle von etwa 5,1 ‰ rund 115 Höhenmeter unterhalb des Walchenseespiegels.

### Zuflüsse
Der Fluss wird durch zahlreiche Bäche von den Höhen beidseits des Jachentales gespeist.
- Alpenbach, von rechts kurz nach Jachenau-Niedernach
- Grabenbächle, von links unterhalb von Jachenau-Mühle
- Große Laine, von links bei Jachenau-Point
- Wilfetsgraben, von rechts bei Jachenau-Fleck
- Steingraben, von rechts gegenüber Jachenau-Bäcker
- Raitgraben, von rechts gegenüber und etwas vor Jachenau-Höfen
- Fleckengraben, von rechts gegenüber und etwas nach Höfen
- Rotwandgraben, von rechts
- Aubach, von rechts an der Unteren Höfnerbrücke
- Röhrmoosbach, von rechts an der Petererbrücke gegenüber von Jachenau-Rauthäusl
- Reichenaubach, von links vor Jachenau-Tannern
- Altlachbach, von rechts auf der Gemeindegrenze Jachenau/Lenggries
- Brandbach, von links bei Jachenau-Fleckhaus
- Rehgraben, von rechts vor und gegenüber der Schemeralm von Lenggries
- Talgraben, von rechts kurz nach der Hinteren Graberalm von Lenggries

## Schutzgebiet
Die Jachen fließt in einem von der EU ausgewiesenen FFH-Gebiet an der Ortschaft Jachenau vorbei.

## Geschichte und Nutzung
Die Jachen ist der natürliche Ausfluss des Walchensee. Seit 1924 ist er als solcher bei Niedernach durch ein Wehr aufgestaut, damit das Walchenseekraftwerkes betrieben werden kann, welches durch einen Stollen von der Nordspitze des Sees aus gespeist wird.
Von alters her bis in die 1950er-Jahre wurde die Jachen zur Trift des rund um den Walchensee und in der Jachenau geschlagenen Holzes genutzt. Nach der Absperrung bei Niedernach verpflichtete sich der Bayerische Staat, jährlich zwischen dem Frühjahr und dem 15. August für 60 hintereinanderliegende Tage Zuschusswasser für die Abtrift der Holzmengen zur Verfügung zu stellen. Von diesem Recht hat die Jachenau in den letzten Jahrzehnten keinen Gebrauch mehr gemacht, da inzwischen alles Holz per LKW aus dem Tal transportiert wird.